# Paul Mansouroff
Paul Andréevitch Mansouroff (en russe : Павел Мансуров), né en 1896 à Saint-Pétersbourg et mort le 2 février 1983 à Nice, est un peintre russe de l'avant-garde russe et du suprématisme.

## Biographie
De 1921 à 1928, il fait partie de l’Institut de culture artistique avec Malevitch et Tatline. Mansouroff déménage à Paris en 1929.